# Beardstown (Illinois)
Beardstown je grad u američkoj saveznoj državi Ilinois. Prema popisu stanovništva iz 2010. u njemu je živjelo 6.123 stanovnika.